# سان پابلو (ساراگوسا)
سان پابلو (اسپانیایی: San Pablo‎) کلیسایی در شهر ساراگوسا در اسپانیا است. 
معماری گوتیک-مدجن این ساختمان به سدهٔ سیزده و اوایل چهارده میلادی بر می‌گیرد که البته بعدها چندین بار مرمت و توسعه یافته است. عمارت اولیه قرن چهاردهمی دارای یک شبستان منفرد با چهار دهانه، چند طاق‌ و پشت‌بند معلق همراه با نمازخانه‌هایی بود که به یک راهروی عمود بر شبستان (transept) و یک محراب برجستهٔ پنج ضلعی ختم می‌شد. در سال ۱۳۴۳ میلادی، یک برج مدجن اضافه شد که در ابتدا نزدیک ورودی بود، اما اکنون در بدنه اصلی ساختمان محصور شده است. در قرن پانزدهم دو راهروی دیگر ساخته شد. بعدها، تا قرن هجدهم، چند نمازخانه در سمت راست، جلو و پشت کلیسا بنا شد. این کلیسا از سال ۱۹۳۱ در فهرست میراث فرهنگی کشور اسپانیا و از سال ۲۰۰۱ در میراث جهانی یونسکو به عنوان نمونه‌ای از معماری مودخار در آراگون قرار گرفت.